# Кут Хуми
Кут Хуми, иногда Кутхуми, реже Кут Хуми Лал Сингх, чаще Учитель К. Х. или просто К. Х. (англ. Koot Hoomi, Koothoomi, Koot Hoomi Lal Singh, Kuthumi, Master K.H., K.H., KH) — в теософии один из Учителей Вневременной Мудрости. Теософы также считают Кут Хуми одним из членов Духовной иерархии, которая направляет развитие человеческой расы этой планеты к более высокому уровню сознания.
Согласно представлениям теософов, Кут Хуми принадлежит к группе высокоразвитых людей, известной как Великое Белое Братство. Кут Хуми известен также как Махатма и считается Учителем Второго Луча.
Исследователи отмечают, что имеется мало доказательств того, что махатмы Блаватской когда-либо существовали.

## Имя и прообразы
Вскоре после того, как Е. П. Блаватская публично сообщила о существовании «махатмы Кут-Хуми», выяснилось, что точно такое же имя носит один из риши, упомянутый в недавно вышедшем переводе Вишну-пураны. Отказываясь объяснять это совпадение, Блаватская писала, что «нам не было сказано, имеется ли какая-то связь между нашим Махатмой и тем риши, и мы не чувствуем себя вправе спекулировать по этому поводу». Позже президент Теософского общества Ч. Джинараджадаса утверждал, что «Кут Хуми» является не личным именем, а названием высокой должности, которую тот занимал в некой секте тибетского буддизма «Кутхумпа».
Какое-то время в теософской среде было распространено мнение, что настоящим именем Кут Хуми было Ниси Канта Чаттопадхьяя (Nisi Kanta Chattopadhyaya), так как молодой индиец с таким именем обучался, по крайней мере, в одном европейском университете. Однако Ниси Канта Чаттопадхьяя (1852—1910), действительно учившийся в Лейпцигском университете в 1870-е годы, впоследствии стал директором Хайдарабадского колледжа и известным в Индии автором работ ориенталистской тематики. Г. Т. Фехнер, общавшийся с Чаттопадхьяей, сообщал, что факт обучения индийца в европейском университете получил в то время довольно широкую известность.
Историк эзотеризма Кеннет Пол Джонсон утверждает, что «Учителя», о которых писала Елена Петровна Блаватская и чьи письма показывала, в действительности являются идеализациями тех людей, которые были её менторами. Джонсон заявляет, что Кут Хуми — это Такур Сингх Сандханвалиа (Thakur Singh Sandhanwalia), член Сингх Саба, Индийского национально-освободительного движения и реформаторского движения сикхов. Н. Гудрик-Кларк назвал Кут Хуми кашмирцем из Пенджаба.

## Теософские воззрения
Е. П. Блаватская утверждала, что Учителя К. Х. и М. тесно сотрудничали с ней в работе над её двумя книгами: «Разоблачённая Изида» и «Тайная Доктрина». А. П. Синнетт, А. О. Хьюм и другие также опубликовали материалы, которые они считали полученными от Кут Хуми. Некоторые из его писем послужили основой для книг Синнетта «Оккультный мир» и «Эзотерический буддизм». Они составляют также основу книги «Письма махатм», сборника писем Синнетту от К. Х. и М.

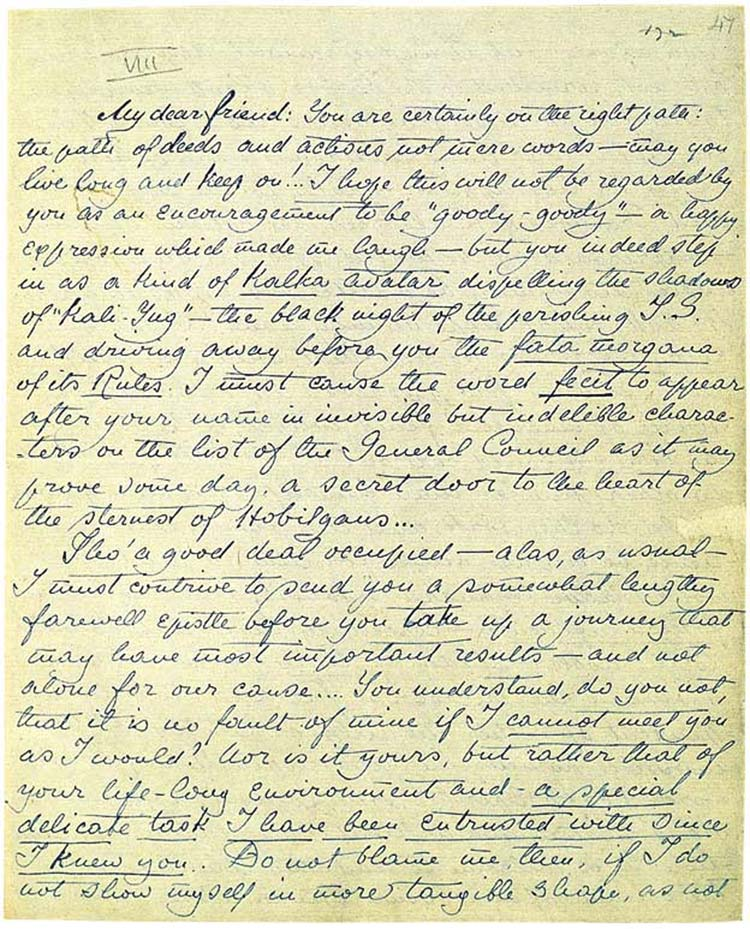
Начало письма К. Х.

Также А. Бейли писала, что впервые увидела Кут Хуми 30 июня 1895 года. Бейли утверждала, что он появился перед нею, как мужчина не европейской национальности в тюрбане, но одетый в европейский костюм. Согласно сведениям, содержащимся в книгах Чарлза Ледбитера и Алисы Бейли, Кут Хуми считается Учителем «Второго Луча Мудрости».
Мэри К. Нэф писала, что в 70-х годах XIX века махатма Кут Хуми был студентом в Европе, молодым человеком, получавшим западное образование: «Доктор Гуго Вернекке и профессор Фехнер рассказывали о его присутствии в 1875 году в Лейпцигском университете и о последующем посещении им Цюриха». Она утверждала также, что «многие известные теософы считали, что Учитель К. Х. был студентом Дублинского университета» и во время учёбы там написал книгу «The Dream of Ravan», опубликованную в четырёх номерах Дублинского университетского журнала.
Ученик К. Х. Дамодар К. Маваланкар свидетельствовал:

Позже, в Джамму… мне выпала редкая удача быть посланным и получить позволение посетить священный ашрам, где я провёл несколько дней в благословенном окружении, состоявшем из гималайских Махатм и их учеников, в существовании которых так сильно сомневаются. Там я встретился не только с моим любимым Гуру Кут Хуми и Учителем полковника Олкотта — Морией, но и с несколькими другими Братьями, в том числе с одним из Высших… То есть я не только увидел своего Гуру как живого человека, очень молодого по сравнению с некоторыми другими из этой благословенной компании, но и более того: временами они снисходили даже до бесед со мной. Так, на второй день моего пребывания мне было позволено более часа беседовать с моим Учителем. Когда он с улыбкой спросил меня, почему я так недоуменно смотрю на него, я, в свою очередь, задал ему вопрос: «Как вышло, Учитель, что некоторые члены нашего Общества полагают, что вы совсем старик и что будто они с помощью ясновидения обнаруживали, что вам по внешнему виду далеко за шестьдесят?» В ответ он по-доброму рассмеялся".
Ч. Ледбитер в 1925 году писал о внешности Кут Хуми, о ложбине в Тибете, где находится дом Учителя, и немного о доме:

Учитель Кут Хуми носит тело кашмирского брахмана, и цвет кожи его так же светел, как у обыкновенного англичанина. И у него волнистые волосы, а глаза его голубые и полные радости и любви. Волосы и борода у него каштановые, а когда попадает на них солнце, они блестят золотыми искорками. Его лицо довольно трудно описать, потому что улыбка постоянно меняет его выражение; нос его изящен, а большие глаза удивительно живого голубого цвета.

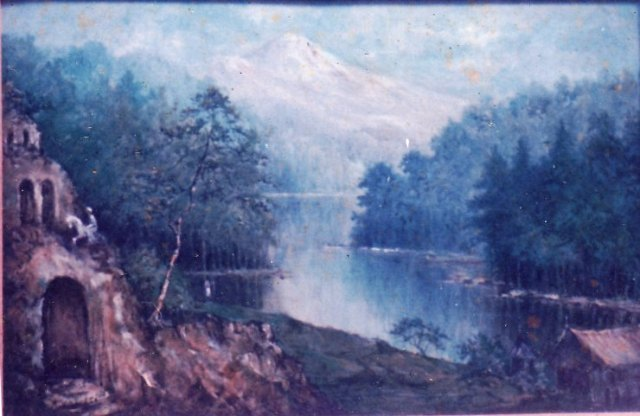
Ложбина в Тибете.

По словам Ледбитера, Учителя М. и К. Х. занимают дома на противоположных сторонах узкой ложбины, склоны которой покрыты соснами, а на дне протекает маленький ручей. Время от времени Учитель К. Х. выезжает верхом на лошади, а когда у них есть совместная работа, его сопровождает Учитель М., который всегда ездит на белом коне. Учитель К. Х. регулярно посещает некоторые монастыри. Поездки по делам являются как будто его главным физическим упражнением, но иногда он встречается с Учителем Д. К., живущим невдалеке.
Библиотека в доме К. Х. — это большая комната, содержащая тысячи томов. Многие из них — современные европейские произведения. Наверху же — открытые полки для манускриптов. Учитель — подготовленный лингвист и, «помимо большой английской учёности», основательно знает французский и немецкий языки. В библиотеке есть пишущая машинка, подаренная одним из учеников.
Ч. Ледбитер писал, что в сравнительно недавние времена многие из махатм были известными историческими персонажами. Например, К. Х. появлялся в Европе как философ Пифагор. До этого он был египетским жрецом Сартоном, а ещё в одном рождении — главным жрецом храма в Агаде, в Малой Азии, где был «убит варварами, напавшими с холмов». Тогда он «вернул жизнь телу утонувшего рыбака, и в этом теле отправился в Персию, где оказал значительную помощь последнему из Зороастров в основании современной формы маздеанской религии». Позднее он был фламином — жрецом Юпитера в Риме, а ещё позже Нагарджуной, великим буддийским философом. Ледбитер утверждает, что почти всегда К. Х. был или жрецом, или учителем.
В октябре 1882 года Синнетт послал махатмам вопрос о своём предыдущем воплощении. К. Х. ответил так:

«А. П. Синнетт не является „абсолютно новым изобретением“. Он — дитя и творение своего предшествующего личного „Я“; кармический потомок для всех, кого он знает, Нония Аспрената, консула императора Домициана (94 год нашей эры)… и друг фламина диалис в то время (верховного жреца Юпитера и главы фламинов) или самого фламина — чем и объясняется внезапно открывшееся влечение А. П. Синнетта к мистицизму».
А. Синнетт писал, что К. Х. телепортировал брошь м-с Синнетт из их дома внутрь подушки, которую они захватили с собой на прогулку в окрестностях Симлы. Далее он пояснил, что

«сила мысли человека, находящегося где-то в Кашмире, подняла со стола в Симле материальный предмет и, разложив его на частицы при помощи некоего процесса, о постижении которого наука Запада не может пока даже мечтать, пронесла сквозь другую материю, а затем восстановила его в первоначальной целостности, так, что каждая из рассеявшихся частиц заняла своё прежнее место, и материальный объект был воссоздан в прежнем виде, вплоть до мельчайшей чёрточки и царапинки на его поверхности».
Елена Блаватская писала А. П. Синнету о том, как К. Х. в течение двух месяцев передавал ей своё знание английского языка, ежедневно прикладывая на несколько секунд руку к её лбу. Ч. Ледбитер писал, как он наблюдал в Лондоне материализацию письма К. Х. в руке Блаватской. Он также описал, как Блаватская получила письмо от К. Х. в вагоне идущего поезда. Из этого письма Ледбитер понял, что К. Х. был невидимым свидетелем их разговора. Ч. Ледбитер писал, что К. Х. помог ему в Лондоне уклониться от огромной трубы, упавшей перед ним на тротуар (сам К. Х. в это время в Лондоне не присутствовал). Анни Безант сообщила об оккультном восстановлении разбитого блюдца, которое было сопровождено пояснительной запиской К. Х., материализовавшейся одновременно с «ремонтом» предмета. Л. Халловэй писала, что К. Х. «помогал» Герману Шмихену в работе над своим портретом, о чём художник, похоже, не подозревал. Вирджиния Хансон писала о встрече мистера Эглинтона с К. Х. на пароходе, плывущем из Индии в Англию. После этого в Индию были телепортированы: письмо Эглинтона, подтверждающее факт встречи, и письмо К. Х., написанное на карточке Эглинтона.
На борту парохода «Вега» Эглинтон 24 марта 1882 года в своём послании м-с Гордон пишет:

«Наконец-то, настал час Вашего триумфа! После многочисленных баталий, которые мы провели за столом, обсуждая существование К. Х., при всём моём упрямом скептицизме относительно чудесных сил, которые имеют „Братья“, я был склонён к полной вере в то, что такие, обладающие индивидуальными особенностями, лица реально существуют, и моему былому скептицизму теперь будет равной моя настойчиво неизменная убеждённость в отношении того, что они существуют. Мне не дозволено рассказать Вам всё, что я знаю, но я могу сказать, что К. Х. появился передо мной лично два дня назад, и то, что он поведал мне, ошеломило меня».
Российский индолог А. Н. Сенкевич после изучения наследия Блаватской и другой теософской литературы (в том числе в библиотеке Адьяра) составил о Кут Хуми своё собственное представление, воссоздав его биографию, как он говорит, «по отдельным деталям из писем махатм»:

Махатма Кут Хуми родился в Пенджабе в начале XIX века и был родом из знатной семьи кашмирских брахманов. В юности он учился в Европе, возможно в Германии. Однако на немецком языке не говорил и не писал. Впрочем, как и на языках пенджаби, хинди и тибетском. Его английский оставлял желать лучшего. Его латынь изобиловала грубыми ошибками, зато французским языком он владел свободно. Удивительно, но он не знал санскрита. Его письма написаны на странном, специфическом английском языке, как будто их переводили с французского, к тому же в них встречаются словечки и обороты из американского жаргона.
Махатма Кут Хуми был начитан в западной литературе, сведущ в науках, его коньком была философия. Он почти без ошибок цитировал Шекспира, не так точно — Свифта и совсем небрежно — Теккерея, Теннисона и Диккенса…
Поскольку же у махатм оказались более-менее постоянное место жительства и земная биография, они могли закончить свой жизненный путь и быть упокоенными в достойном для них месте. Что и произошло, в конце концов, с наставником Альфреда Перси Синнетта махатмой Кут Хуми: «…На расстоянии броска камня от старого ламаистского монастыря стоит древняя башня… Именно там сейчас покоится ваш безжизненный друг (К. Х.)…».

## Интересные факты
В романе Джеймса Джойса «Улисс» после имён теософов, в частности Джаджа, Данлопа и «Эй И» (Расселла), упоминается махатма К. Х., как написал Джойс, «их учитель»:

«Лишённое формы духовное. Создатель, Слово и Святой Дух. Всеотец, небесный человек. Иэсос Кристос, чародей прекрасного, Слово, что в каждый миг страдает за нас. Это поистине есть то… Данлоп, Джадж, что римлянин был самый благородный, „Эй И“, Арвал, Несказанное Имя, в высоте небес, К. Х., их учитель, личность которого не является тайной для посвящённых. Братья великой белой ложи неусыпно следят, не требуется ли их помощь… Эзотерическая жизнь не для обыкновенного человека. О. Ч. сначала должен избавиться от своей дурной кармы».
Оригинальный текст (англ.)Formless  spiritual. Father, Word and Holy Breath. Allfather, the heavenly man. Hiesos Kristos, magician of the beautiful, the Logos who suffers in us at every  moment. This verily is that… Dunlop, Judge, the noblest Roman of them all, A. E., Arval, the Name Ineffable, in heaven hight, K. H., their master, whose identity is no secret to adepts. Brothers of the great white lodge always watching to see if they can help… The life esoteric is not for ordinary person. O. P. must work off bad karma first.

## Комментарии
1. «Герман Шмихен был немецким художником, жившим в Лондоне и присоединившимся к Теософскому обществу. Он согласился принять участие в «психическом эксперименте», чтобы проверить, можно ли перенести в его разум образы тех, кто видел Мастеров.»[1].
2. ↑  «Герман Шмихен был немецким художником, жившим в Лондоне и присоединившимся к Теософскому обществу. Он согласился принять участие в «психическом эксперименте», чтобы проверить, можно ли перенести в его разум образы тех, кто видел Мастеров.»[1].
3. ↑  Владимир Соловьёв писал: «О существовании и характере этого братства можно найти положительные и достоверные известия в книге французского миссионера Гюка, бывшего в Тибете в начале сороковых годов, значит за тридцать с лишком лет до основания теософического общества»[7].
4. ↑  Гудрик-Кларк писал, что «концепция Учителей» представляет собой идею
розенкрейцеров о «невидимых и тайных адептах», работающих для прогресса человечества[5][8].
 Г. Тиллетт писал: «Концепция Учителей, или махатм, представленная Блаватской, является сплавом западных и восточных идей; по её словам, местонахождение большинства из них связано с Индией или Тибетом. И она, и полковник Олкотт утверждали, что видели махатм и общались с ними. В западном же оккультизме идея „сверхчеловека“ была связана, в частности, с братствами, основанными Мартинесом де Паскуалли и Луи-Клодом де Сен-Мартеном»[9].
См. также: Разоблачённая Изида#Невидимые соавторы (информация из «Британники»).
5. ↑  Однако несколько ранее А. И. Андреев писал, что  исследование  С. Грофом случаев мистического «расширения сознания» и «переживания встреч со сверхчеловеческими духовными сущностями», от которых человек получал «послания, информацию и объяснения по разным экстрасенсорным каналам», могут дать ключ к разгадке феномена теософских «махатм» —  «духовных гидов с более высокого плана сознания». (См. Андреев А. И. «Оккультист Страны Советов». М., 2004).
6. ↑  Интересно, что Джонсон, сомневающийся в реальности махатм Блаватской, судя по одной из его публикаций, нисколько не сомневается в реальности ясновидения, поскольку сам видит ауры (См. Johnson K.P. Seeing Auras. 1995). По его словам, он был «весьма ортодоксальным теософом в течение десяти лет» и опубликовал тогда более двух десятков статей в различных теософских журналах (См. Johnson K.P. Research That is Destructive of Belief Systems. 1994).
7. ↑  «Blavatsky reportedly first met him in 1868».[2]
8. ↑  «Иногда же Учитель завладевал её телом и писал её рукой. Спору нет, эта помощь была очень актуальна, поскольку речь идёт о книге объёмом в полмиллиона слов. В таких случаях Олкотт наблюдал поразительные изменения в почерке Блаватской».[21]
9. ↑  А. Н. Сенкевич писал: «Под диктовку махатмы Мории, своеобразного ключника у врат эзотерической мудрости, было создано автоматическим письмом, как уверяла Елена Петровна, её основное произведение „Тайная доктрина“»[22].
10. ↑  Блаватская называла своих таинственных учителей «эзотерическими буддистами»[23].
11. ↑  Блаватская утверждала, что до её приезда в Америку она семь лет обучалась в Тибете у махатм, и что затем она поддерживала с ними телепатическую связь, в особенности, с Учителями Кут Хуми и Мориа — иногда через сны и видения, но чаще всего с помощью писем, которые материализовались в шкафу в её комнате, или же она записывала их сама посредством автоматического письма[6][24].
12. ↑  По словам Блаватской, в 1868—1870 она жила в Тибете, проходя обучение под руководством Учителей Мории и Кут Хуми[25].
13. ↑  «В качестве источника Синнетт использовал более сотни "писем махатм",
полученных от Мории и Кут Хуми»[26].
14. ↑  «В 1880—1882 было получено множество писем от таинственных махатм, или Учителей Мудрости, руководивших развитием Т. О.»[28].
15. ↑  «K.H., we are told, always used blue ink or blue pencil, while the epistles from M. always came in red. Specimens of the two handwritings are given in the frontispiece of the Mahatma Letters. The art of occult precipitation appears still more marvelous when we are told by Madame Blavatsky that the Adept did not attend to the actual precipitation himself but delegated it to one of his distant chelas, who caught his Master's thought-forms in the Astral Light and set them down by the chemical process which he had been taught to employ»[29].
16. ↑  Британский эксперт Вернон Харрисон, изучавший оригиналы писем махатм, установил, что они похожи на копии, «изготовленные с использованием неизвестного нам факс-процесса»[31].
17. ↑  «Damodar K. Mavalankar (1857—?) was a Brahmin who served the TS as Recording Secretary 1882-5 and as Treasurer 1883. He claimed to have visited his Master’s ashram in 1883 to undergo training, and a number of phenomena were said to have occurred in his presence. He left Adyar in February, 1885, at the instruction of his Master to travel to Tibet; he was never seen again and a number of stories circulated about his ultimate fate».[37]
18. ↑  «The neo-theosophy of Leadbeater gives Tibet a major role as the home of the Masters (whenever they choose to inhabit physical bodies)»[39].
19. ↑  Полное имя: Луций Ноний Кальпурний Торкват Аспренат (Lucius Nonius Calpurnius Torquatus Asprenas) — см. Список консулов Римской империи.
20. ↑  «Whilst HPB was seated in an armchair before the fire in the Cooper-Oakley's drawing room, casually rolling a cigarette, her hand jerked strangely, and a small mass of whitish mist formed on her palm, condensing into a piece of folded paper.  She handed it to Leadbeater, saying: „There is your answer“».[47]
21. ↑  «During the railway journey from Ismailia to Cairo, HPB precipitated a letter from KH with a message for Leadbeater: „Tell Leadbeater I am satisfied with his zeal and devotion“».[48]
22. ↑  Радхакришнан писал: «Высшие способности чувств (гиперстезия), благодаря которым йогин может видеть и слушать на расстоянии, появляются как результат сосредоточенности»[50].
23. ↑  См. также: Халловэй Л. Портреты махатм.
24. ↑  «William Eglinton (1857—1933) was a leading exponent of slate writing, a technique popular for a time, in which a sealed slate would have a message written on it during a seance, even though the slate was supposedly inaccessible to human agents. Eglinton had previously provided more spectacular phenomena in the form of levitation and materializations, once being — so it was claimed — „translated“ from one room to another during a séance… Eglinton also joined the London Lodge of the TS in 1884»[53].
25. ↑  «Eglinton sailed for England on the SS Vega. He claimed that during the voyage he was visited by Koot Hoomi (or Kut Humi). He described this meeting in a letter that was mysteriously transported from the open seas to Bombay and fell into the center of a room where Helena Petrovna Blavatsky, cofounder of the Theosophical Society, held company. The letter was addressed to Mrs. Gordon in Calcutta».[57]
26. ↑  Он имел определённое представление и о русской литературе, поскольку написал Синнетту о своём предложении редактору "The Theosophist": «The suggestion to translate the Grand Inquisitor is mine; for its author, on whom the hand of Death was already pressing when writing it, gave the most forcible and true description of the Society of Jesus than was ever given before. There is a mighty lesson contained in it for many»[58]. Совет махатмы был принят Блаватской к исполнению; сноска на стр. 373 третьего тома «Тайной доктрины» информирует читателя: «См. выдержку в "The Theosophist" из знаменитого романа Достоевского — отрывок под заглавием „Великий Инквизитор“».
27. ↑  "Тонг-па-нги" (Tong-pa-ngi) — не смерть. Через три месяца после ухода К. Х. Синнетт получил письмо от Лишённого Наследства: «Учитель пробудился и велит мне писать»[59].
28. ↑  «Сущность Бытия лежит вне границ всякого познания и даже человеческого воображения. Как Непознаваемая, она не подлежит никакому определению и не может иметь никакого наименования, поэтому индийские мудрецы назвали эту Основную Реальность санскритским словом „ТАТ“, от которого происходит английское слово THAT»[61].
29. ↑  Джойс Джеймс Улисс (из 9-го эпизода).

### Научные публикации
- Андреев А.  И. Гималайское братство: теософский миф и его творцы: документальное расследование. — СПб.: Изд-во С.-Петербургского университета, 2008. — 432 с. — ISBN 5288047057.
- Радхакришнан С. Индийская философия = Indian Philosophy / Пер. с англ. Я. В. Воробьева, Г. А. Зайченко и др. Под общ. ред. В. А. Малинина. — М.: Издательство иностранной литературы, 1957. — Т. 2. Архивировано 24 сентября 2015 года.
- Соловьёв В. С. Рецензия на книгу Е. П. Блаватской «The Key to Theosophy» // Русское обозрение : журнал. — 1890. — № 8.
- Encyclopedia of Occultism & Parapsychology / Leslie Shepard, ed. — 3-е изд. — Detroit: Gale Research Inc, 1991. — Vol. 1. — 2008 p. — ISBN 0810349159.
- Encyclopedia of Occultism & Parapsychology / Leslie Shepard, ed. — 3-е изд. — Detroit: Gale Research Inc., 1991. — Vol. 2. — 2008 p. — ISBN 0810349167.
- Eglinton, William (1858–1933) // Encyclopedia of Occultism and Parapsychology / под ред. J. Gordon Melton. — Fifth edition. — Gale Group, 2001a. — P. 477—480. — 1939 p. — ISBN 0-8103-8570-8.
- Koot Hoomi, Master (Kuthumi) // Encyclopedia of Occultism and Parapsychology / под ред. J. Gordon Melton. — Fifth edition. — Gale Group, 2001. — P. 873—874. — 1939 p. — ISBN 0-8103-8570-8.
- French B. J. The theosophical masters: an investigation into the conceptual domains of H. P. Blavatsky and C. W. Leadbeater. — Sydney: University of Sydney, 2000. — 850 p.
- Goodrick-Clarke N. Helena Blavatsky / Под ред. N. Goodrick-Clarke. — Berkeley: North Atlantic Books, 2004. — 220 p. — (Western esoteric masters series). — ISBN 1-55643-457-X.
- Goodrick-Clarke N. The Western Esoteric Traditions: A Historical Introduction. — New York: Oxford University Press, 2008. — 296 p. — ISBN 9780199717569.
- Hammer Olav. Claiming Knowledge: Strategies of Epistemology from Theosophy to the New Age. — Переиздание 2001. — Boston: Brill, 2003. — 550 p. — (Studies in the history of religions). — ISBN 9789004136380.
- Jenkins Philip. Mystics and Messiahs: Cults and New Religions in American History. — Oxford: Oxford University Press, 2000. — 304 p. — ISBN 0199923728.
- Kuhn A. B. Theosophy: A Modern Revival of Ancient Wisdom. — Whitefish, MT: Kessinger Publishing, 1992. — 381 p. — (American religion series: Studies in religion and culture). — ISBN 978-1-56459-175-3.
- Lopez Donald S. "The Tibetan Book of the Dead": A Biography. — Princeton: Princeton University Press, 2011. — 192 p. — (Lives of Great Religious Books). — ISBN 9781400838042.
- Melton J. G. et al. New Age Encyclopedia. — Gale Research, 1990.
- Prebish Charles S., Tanaka Kenneth K. The Faces of Buddhism in America. — Berkeley: University of California Press, 1998. — 370 p. — ISBN 9780520213012.
- Sasson Diane. Koot Hoomi's portrait // Yearning for the New Age: Laura Holloway-Langford and Late Victorian Spirituality / Под ред. C. L. Albanese и S. J. Stein. — Bloomington: Indiana University Press, 2012. — P. 142—144. — 347 p. — (Religion in North America). — ISBN 9780253001771.
- Tillett G. J. Charles Webster Leadbeater (1854—1934), a biographical study. — Sydney: University of Sydney, 1986. — 1169 p.

### Публикации сторонников и последователей
- Bailey A. A. Initiation, Human and Solar. — Reprint. Originally published in 1922. — Lucis Publishing Comp, 2010. — 240 p. — ISBN 9780853304104.
- Barborka G. A. Mahatmas and Their Letters. — Первое переиздание. — Adyar: Theosophical Publishing House, 1990. — 422 p. — ISBN 9788170591191.
- Besant A. H. P. Blavatsky and the Masters of the Wisdom. — London: Theosophical Pub. Society, 1907. — 57 p.
- Hanson Virginia. Masters and Men: the Human Story in The Mahatma Letters. — Wheaton, Ill: Theosophical Publishing House, 1980. — 417 p. — ISBN 9780835675499.
- Jinarajadasa C.. K. H. Letters to C. W. Leadbeater. — Reprint. Originally published in 1941. — Whitefish, MT: KessingerPublishing, 2010. — 122 p. — ISBN 1162578084.
- Leadbeater C. W. How Theosophy Came to Me. — Reprint. — Literary Licensing, LLC, 2013. — 174 p. — ISBN 9781494031510.
- Leadbeater C. W. Inner Life. — Reprint. — Kessinger Publishing, 2003. — Vol. 1. — 360 p. — ISBN 9780766128712.
- Leadbeater C. W. The Masters and the Path. — Health Research Books, 1998. — 354 p. — ISBN 9780787305451. Архивировано 23 июля 2011 года.
- Leadbeater C. W. Invisible Helpers. — Health Research Books, 1996. — 45 p. — ISBN 9780787311902.
- Mavalankar D. A Great Riddle Solved (англ.) // The Theosophist : журнал. — 1883. — Vol. 5, no. 3. — P. 61–62.
- Neff Mary K. Brothers of Madame Blavatsky. — Reprint. Originally published in 1932. — Kessinger Publishing, 2003. — 156 p. — ISBN 9780766157828.
- Ramacharaka Y. The inner teachings of the philosophies and religions of India. — Reprint. Originally published in 1908. — New York: Cosimo, Inc, 2007. — 376 p. — ISBN 9781602066281.
- Sinnett A. P. Esoteric Buddhism. — Переиздание. — Whitefish, MT: Kessinger Publishing, 2003. — 336 p. — ISBN 9780766129047. (недоступная ссылка)
- Sinnett A. P. The occult world. — Переиздание. — Whitefish, MT: Kessinger Publishing, 1996. — 176 p. — ISBN 9781564597366. Архивировано 13 декабря 2014 года.
- Микушина Т.Н.[англ.]. Кутхуми. — 2-е издание, исправленное и дополненное. — СириуС, 2015. — 336 p. — ISBN 978-5-903894-74-1.

### Прочие публикации
- Вашингтон П. Бабуин мадам Блаватской: история мистиков, медиумов и шарлатанов, которые открыли спиритуализм  Америке = Madame Blavatsky's baboon: a history of the mystics, mediums, and misfits who brought spiritualism to America / Пер. с англ. А.  Блейз и О. Перфильева. — М.: Крон-Пресс, 1998.
- Сенкевич А. Н.. Елена Блаватская. Между светом и тьмой. — М.: Алгоритм, 2012. — 480 с. — (Носители тайных знаний). — 3000 экз. — ISBN 978-5-4438-0237-4.
- Harrison V. G. H. P. Blavatsky and the SPR: an examination of the Hodgson report of 1885. — Pasadena, Calif.: Theosophical University Press, 1997. — 78 p. — ISBN 9781557001184.
- Johnson K. P. Initiates of Theosophical Masters. — Albany: State University of New York Press, 1995. — 255 p. — (SUNY series in Western esoteric traditions). — ISBN 0791425568.